# Bielorrusia en los Juegos Olímpicos de Turín 2006
Bielorrusia estuvo representada en los Juegos Olímpicos de Turín 2006 por un total de 28 deportistas que compitieron en 7 deportes.  
El portador de la bandera en la ceremonia de apertura fue el biatleta Alexandr Popov.

## Medallistas
El equipo olímpico bielorruso obtuvo las siguientes medallas:
| Nombre             | Deporte          | Competición   |
| ------------------ | ---------------- | ------------- |
| Oro                |                  |               |
| —                  |                  |               |
| Plata              |                  |               |
| Dmitri Dashchinski | Esquí acrobático | Salto aéreo M |
| Bronce             |                  |               |
| —                  |                  |               |